# Parastenocaris trichelata
Parastenocaris trichelata är en kräftdjursart som beskrevs av J. W. Reid 1995. Parastenocaris trichelata ingår i släktet Parastenocaris och familjen Parastenocarididae. Inga underarter finns listade i Catalogue of Life.